# Kłusity Wielkie
Kłusity Wielkie (deutsch Groß Klaussitten) ist ein Ort in der polnischen Woiwodschaft Ermland-Masuren und gehört zur Landgemeinde Lidzbark Warmiński (Heilsberg) im Powiat Lidzbarski (Kreis Heilsberg).

## Geographische Lage
Kłusity Wielkie liegt im Nordwesten der Woiwodschaft Ermland-Masuren, 18 Kilometer nordwestlich der Kreisstadt Lidzbark Warmiński (Heilsberg).

## Geschichte
Groß Klaußitten – nach 1785 Klaussitten (ohne Zusatz), nach 1871 Groß Klaussitten genannt – war bis 1945 eine Landgemeinde im ostpreußischen Kreis Heilsberg. Von 1874 bis 1945 gehörte das Dorf zum Amtsbezirk Frauendorf (polnisch Babiak).
346 Einwohner zählte Groß Klaussitten im Jahre 1910. Ihre Zahl belief sich im Jahre 1933 auf 344 und im Jahre 1939 auf 319.
Das gesamte südliche Ostpreußen fiel 1945 in Kriegsfolge an Polen. Groß Klaussitten erhielt die polnische Namensform „Kłusity Wielkie“ und ist heute ein Teil der Gmina Lidzbark Warmiński (Landgemeinde Heilsberg) im Powiat Lidzbarski (Kreis Heilsberg), von 1975 bis 1998 der Woiwodschaft Olsztyn, seither der Woiwodschaft Ermland-Masuren zugehörig. Im Jahre 2021 zählte Kłusity Wielkie 1 Einwohner.

## Religion
Kłusity Wielkie gehört heute wie Groß Klaussitten vor 1945 zur römisch-katholischen St.-Anna-und-St.-Augustin-Pfarrei in Babiak (Frauendorf) im jetzigen Erzbistum Ermland. Außerdem war das Dorf bis 1945 in die evangelische Pfarrkirche Mehlsack (Pieniężno) in der Kirchenprovinz Ostpreußen der Kirche der Altpreußischen Union eingegliedert, und ist heute der Diözese Masuren der Evangelisch-Augsburgischen Kirche in Polen zugeordnet.

## Verkehr
Kłusity Wielkie liegt westlich der Straße Pieniężno–Babiak (Mehlsack–Frauendorf) und ist über den Abzweig in Stabunity (Stabunken) direkt erreichbar. Eine Bahnanbindung existiert nicht.